# Dragon 2 (космический корабль)
Dragon 2 (также известный как Crew Dragon и Dragon V2) — американский многоразовый пилотируемый космический корабль компании SpaceX, разработанный по заказу НАСА в рамках программы Commercial Crew Development (CCDev). Предназначен для доставки экипажа до 4 человек на низкую околоземную орбиту, в том числе на Международную космическую станцию (МКС) и возвращения их на Землю.
В парке SpaceX имеется 5 корабей этой серии: Индевор, Резилиенс, Эндьюренс, Фридом и Грация.
Грузовой вариант корабля Cargo Dragon используется для доставки грузов на МКС, начиная со второй фазы программы снабжения Commercial Resupply Services, заменив использовавшийся в первой фазе программы грузовой корабль Dragon 1. Грузовая и пилотируемая версии Dragon 2 почти одинаковы, за исключением специальных технических средств, добавленных в пилотируемую версию: системы аварийного спасения, системы жизнеобеспечения, информационных дисплеев и органов управления, позволяющих пилоту при необходимости перейти на ручное управление.
Dragon 2 выводится на орбиту ракетой-носителем Falcon 9 со стартовых комплексов LC-39A в Космическом центре Кеннеди и SLC-40 на мысе Канаверал, его спускаемая капсула возвращается на Землю приводнением. Как показала миссия SpaceX AX-1, возвращение корабля критически зависит от погоды в месте посадки, в отличие от всех остальных средств доставки на МКС.
Первый испытательный запуск корабля выполнен 2 марта 2019 года без экипажа. Испытательный пилотируемый полёт с двумя астронавтами на борту начался 30 мая 2020 года, 31 мая корабль успешно пристыковался к адаптеру IDA американского модуля «Гармония» МКС и 2 августа — успешно приводнился в Мексиканском заливе неподалеку от Пенсаколы.

## История
Впервые корабль представлен 30 мая 2014 года Илоном Маском.
16 сентября 2014 года компания SpaceX с тандемом Dragon V2 и Falcon 9 стала одним из двух победителей конкурса в рамках подпрограммы Commercial Crew Transportation Capability (CCtCap) и получила заказ от NASA на сумму 2,6 миллиарда долларов США для завершения разработки корабля и его сертификации для полётов к МКС. Договор предусматривает до шести (2 гарантированных) коммерческих полётов по смене экипажа МКС с 4 астронавтами на борту.
28 февраля 2017 года компания объявила, что собирается использовать Dragon V2 для туристических полётов с облётом Луны. Первый полёт с двумя туристами на борту планировался на конец 2018 года, ожидалось, что на транслунную орбиту корабль будет выводиться ракетой-носителем Falcon Heavy. В феврале 2018 года SpaceX отказалась от сертификации Falcon Heavy для пилотируемых полётов в пользу многоразовой системы BFR.
В июне 2019 года компания Bigelow сообщила о планах доставки космических туристов на Международную космическую станцию в ходе четырёх запусков космического корабля Crew Dragon. В сентябре 2018 года компания уже выплатила изначальный взнос SpaceX и намерена начать проводить эти полёты после завершения в NASA программы испытания и сертификации корабля для пилотируемых полётов. Каждый из 4 полётов доставит до 4 туристов на МКС, для пребывания сроком 1-2 месяца.
В феврале 2020 года компания Space Adventures сообщила о соглашении со SpaceX по миссии для 4 космических туристов на корабле Crew Dragon. Данная миссия не подразумевала стыковку с МКС, вместо этого планировался полёт корабля на орбите высотой в 2-3 раза выше орбиты станции. Миссия ожидалась между концом 2021 года и серединой 2022 года и её продолжительность составила бы до пяти дней. В октябре 2021 года стало известно об отмене полёта по причине истёкшего бронирования.
В ноябре 2020 года NASA официально сертифицировало корабль Crew Dragon, ракету Falcon 9 и связанные с ними наземные системы, для регулярных полётов с астронавтами.
16 ноября 2020 года Crew Dragon стартовал в рамках миссии Crew 1. Экипаж из четырёх астронавтов: Майкл Хопкинс, Виктор Гловер, Шеннон Уокер, Соити Ногути. 17 ноября 2020 года корабль успешно пристыковался в автоматическом режиме к модулю «Гармония» американского сегмента Международной космической станции.
3 марта 2022 года NASA заказало 3 дополнительные миссии корабля Dragon 2 к Международной космической станции, сумма сделки составила 776 млн долларов.
8 апреля 2022 года в рамках совместной с НАСА и Axiom Space миссии Axiom-1 с космического центра им. Джона Кеннеди была запущена ракета Falcon 9 с кораблём Crew Dragon, который доставил на МКС первый частный экипаж из трёх предпринимателей и астронавта Майкла Лопес-Аллегриа. 25 апреля корабль с пассажирами отстыковался от МКС и вернулся на Землю.
В июне 2022 года NASA анонсировало намерение приобрести ещё 5 дополнительных миссий корабля к МКС для обеспечение долгосрочного доступа агентства к станции, вплоть до 2030 года. Договор со SpaceX на миссии Crew-10, Crew-11, Crew-12, Crew-13 и Crew-14, на сумму 1,436 млрд долларов был подписан 31 августа 2022 года.

## Описание
Dragon 2 представляет собой усовершенствованную пилотируемую версию многоразового аппарата Dragon, которая позволит экипажу добираться до МКС и возвращаться на Землю. В версии, представленной в сентябре 2015 года, было 5 кресел для астронавтов, затем корабль проектировался как семиместный, но впоследствии, с целью уменьшения перегрузок, испытываемых экипажем при посадке на воду, был изменён угол установки сидений и максимальная вместимость капсулы сократилась до четырёх пассажиров. В отличие от грузового корабля Dragon он способен стыковаться с МКС самостоятельно, без использования манипулятора станции.
Первоначально в мае 2014 года предполагалась управляемая посадка на двигателях (парашютная схема в качестве резерва) и выдвижные опоры для мягкой посадки. По словам разработчиков, благодаря двигателям SuperDraco аппарат способен приземляться практически в любом месте с точностью вертолёта, а возможность управляемой посадки сохраняется при отказе 2 из 8 двигателей. В случае отказа двигателей посадка выполняется на парашютах. SuperDraco являются первыми двигателями в космической промышленности, изготовление которых возможно по технологии 3D-печати. В 2017 году компания отказалась от управляемой посадки с использованием двигателей SuperDraco из-за сложности сертификации этой системы для пилотируемых полётов. Корабль приводняется с использованием парашютов.

## Конструкция

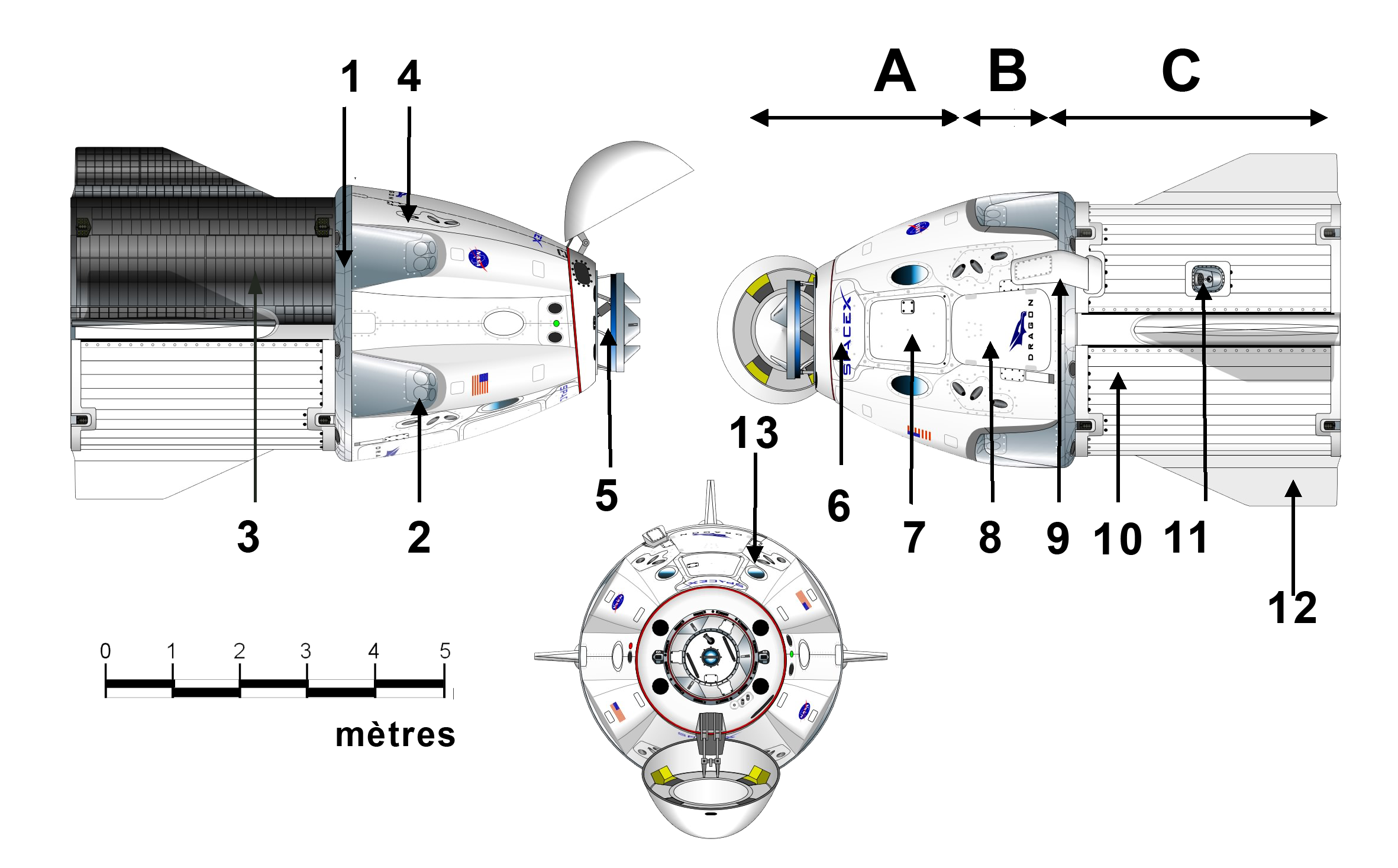
Схема Crew Dragon во фронтальной и боковых проекциях : A Капсула экипажа — герметичный отсек; B Капсула экипажа — служебный отсек; C «Багажник» — негерметичный грузовой отсек. - 1 Теплозащитный экран - 2 Сопла двигателей SuperDraco (4 x 2) - 3 Солнечные панели - 4 Сопла двигателей Draco (4 x 3) - 5 Носовой конус, защищающий стыковочный адаптер - 6 Люк вытяжных парашютов - 7 Люк для эвакуации экипажа - 8 Люк для 4-х основных парашютов - 9 Кожух труб и кабелей, соединяющих капсулу экипажа и грузовой отсек (для энергоснабжения и терморегулирования…) - 10 Радиаторы - 11 Разъём для соединения со стартовым комплексом - 12 Закрылки для стабилизации полёта при срабатывании системы аварийного спасения - 13 Иллюминаторы.

Несмотря на внешнее визуальное сходство с грузовым кораблём Dragon, пилотируемая версия Dragon V2 содержит массу отличий и усовершенствований, связанных, в том числе, и с повышенными техническими требованиями для кораблей с экипажем.
- Носовой конус, защищающий стыковочный адаптер во время полёта в атмосфере, имеет скошенную форму и будет многоразовым. Конус открывается почти сразу после выхода на орбиту, так как под ним скрывается звёздный датчик, определяющий ориентацию корабля в пространстве. Закрывается конус перед входом в атмосферу в процессе возвращения с орбиты.
- Сам стыковочный адаптер также изменён. Вместо используемого на грузовом варианте универсального механизма CBM использован новый механизм NDS, который поддерживает как полностью автоматическую стыковку, так и ручную, из кабины корабля. Вторая часть механизма стыковки была установлена на МКС ранее в составе переходников (IDA).
- Диаметр 4 смотровых окон в герметичном отсеке корабля увеличен[30].
- В герметичном отсеке в пилотируемом варианте находятся: ряд сидений из углеродного волокна на 4 места, под ними — место для размещения груза (ранее планировался ряд до трёх сидений), системы контроля внутренней среды (температуры от 15 до 26 градусов Цельсия) и системы жизнеобеспечения, панель управления с экранами, на которые выводятся все необходимые данные и показатели полёта (телеметрия), и кнопками, дублирующими основные функции космического корабля[30]. Также капсула снабжена космическим туалетом[31]. Во время опасных этапов полёта астронавты одеты в разработанные SpaceX костюмы жизнеобеспечения, которые позволяют выжить в случае разгерметизации кабины[32].

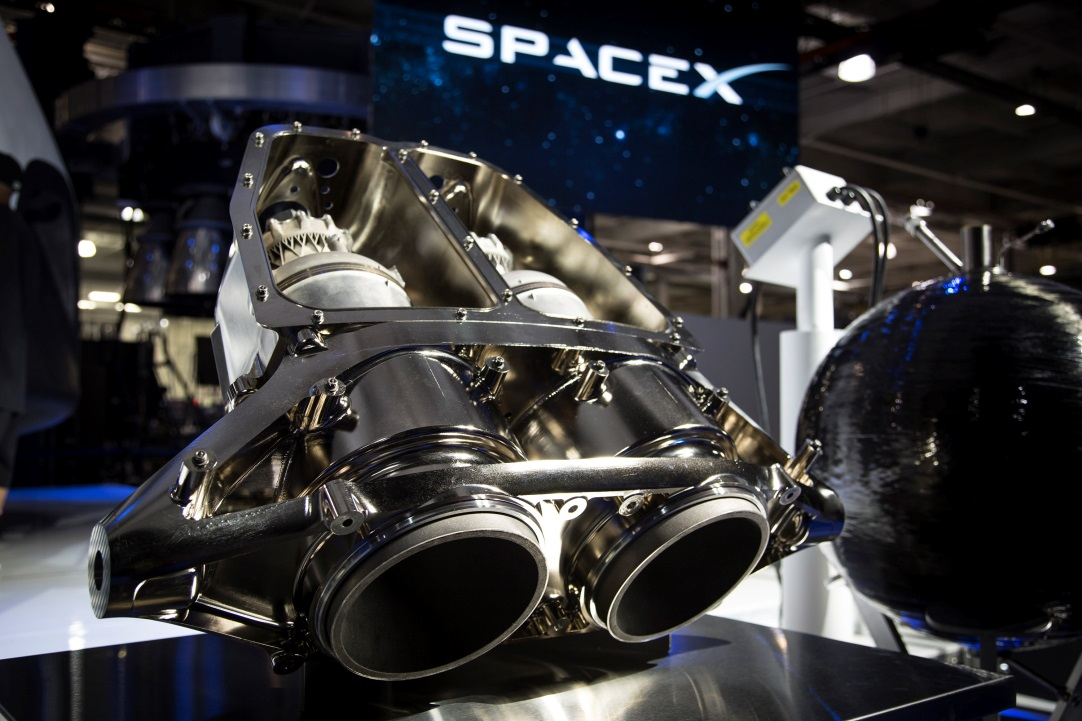
Двигатели SuperDraco

- Двигательная установка Dragon V2 состоит из 8 двигателей SuperDraco, которые будут использоваться в качестве системы аварийного спасения и для управляемого приземления, и 16 двигателей Draco, используемых для маневрирования в космосе. Система двигателей разбита на 4 отдельных блока, в каждом по 2 спаренных двигателя SuperDraco и по 4 двигателя Draco[32]. Оба типа двигателей работают на одном виде топлива, смеси монометилгидразина и тетраоксида диазота, и могут многократно перезапускаться. Каждый двигатель SuperDraco может создавать тягу до 73 кН с удельным импульсом 235 с на уровне моря. Однако для повышения устойчивости системы максимальная тяга двигателей, устанавливаемых на Dragon V2, будет снижена до 68 кН. Тяга двигателей SuperDraco регулируется в широком диапазоне, суммарная максимальная тяга 8 двигателей на уровне моря может достигать 545 кН[33].
- Служебный отсек, как и в грузовом исполнении корабля, располагается по периметру нижней части капсулы. Содержит:

1. Авионику, которая была полностью переработана в сравнении с грузовым Dragon.
2. Систему жизнеобеспечения экипажа.
3. Систему балансировки капсулы для большей управляемости углом вхождения в атмосферу при возвращении.
4. Маневровые двигатели Draco.
5. Сферические композитные резервуары, изготовленные с использованием титана и углепластика, предназначенные для сжатого гелия и компонентов топлива для двигателей SuperDraco и Draco. Гелий используется для создания высокого рабочего давления в камерах сгорания двигателей.
6. Спаренные двигатели SuperDraco вынесены за периметр капсулы в выступающие двигательные отсеки.

- Тепловой щит, необходимый для вхождения в атмосферу, будет использовать новое, третье поколение абляционного материала PICA-X.
- Переработанный негерметичный грузовой отсек несколько удлинён в сравнении с грузовой версией, содержит панели солнечных батарей и радиаторы системы терморегуляции корабля. Закрылки помогут стабилизировать корабль при использовании системы аварийного спасения. Разворачивающиеся в широкие крылья панели солнечных батарей будут заменены в целях сокращения количества механизмов и упрощения системы в целом. Вместо этого панели солнечных батарей будут полностью покрывать одну половину внешней поверхности отсека, которая будет повёрнута к солнцу во время полёта в космосе[32].

### Система аварийного спасения
В отличие от распространённой «тянущей» схемы системы аварийного спасения, состоящей из обтекателя с твердотопливным двигателем на верхушке корабля и отделяемой после выхода аппарата за пределы атмосферы (например, «Аполлон», «Союз», «Орион»), Dragon V2 использует собственные двигатели SuperDraco («толкающая» схема) при возможных аварийных ситуациях. Все 8 двигателей включаются одновременно для максимально быстрого отдаления от аварийной ракеты-носителя. Обновлённый негерметический отсек с системой закрылков остаётся соединённым с капсулой для стабилизации полёта. При достижении высоты 1,5 км негерметический отсек отсоединяется и начинается процесс приземления космического корабля в океан при помощи системы тормозных и основных парашютов.
Сертификация корабля Dragon V2 для пилотируемых полётов к МКС в рамках программы NASA Commercial Crew Integrated Capability включает два испытания системы аварийного спасения.

## Испытание

### Испытание системы аварийного спасения
Испытание проведено 6 мая 2015 года на стартовой площадке SLC-40, мыс Канаверал. Испытуемый Dragon V2 взлетел со стенда, имитирующего верхнюю часть ракеты-носителя Falcon 9. Все 8 двигателей SuperDraco работали в течение 5,5 секунд, затем при достижении апогея в 1187 м был отсоединён грузовой отсек, через несколько секунд были выпущены 2 тормозных, а затем и 3 основных парашюта. Корабль приводнился через 99 секунд после запуска на расстоянии в 1202 м от стартовой площадки. Внутри корабля находился испытательный манекен с многочисленными датчиками, во время испытания максимальная перегрузка составила 6 g.
Dragon V2 достиг скорости 160 км/ч за 1,2 секунды, максимальная скорость составила 555 км/ч.

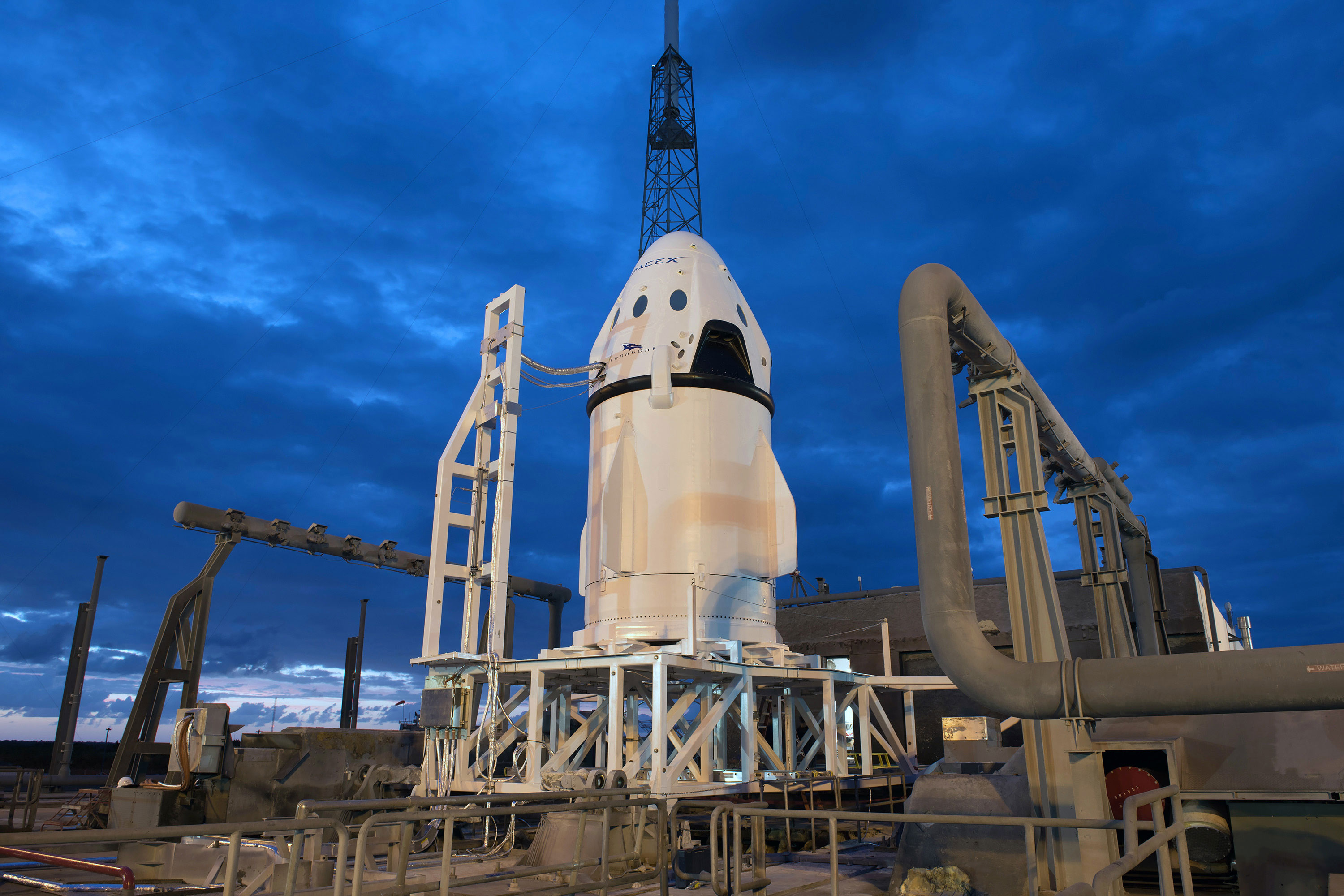
Корабль на стартовом стенде
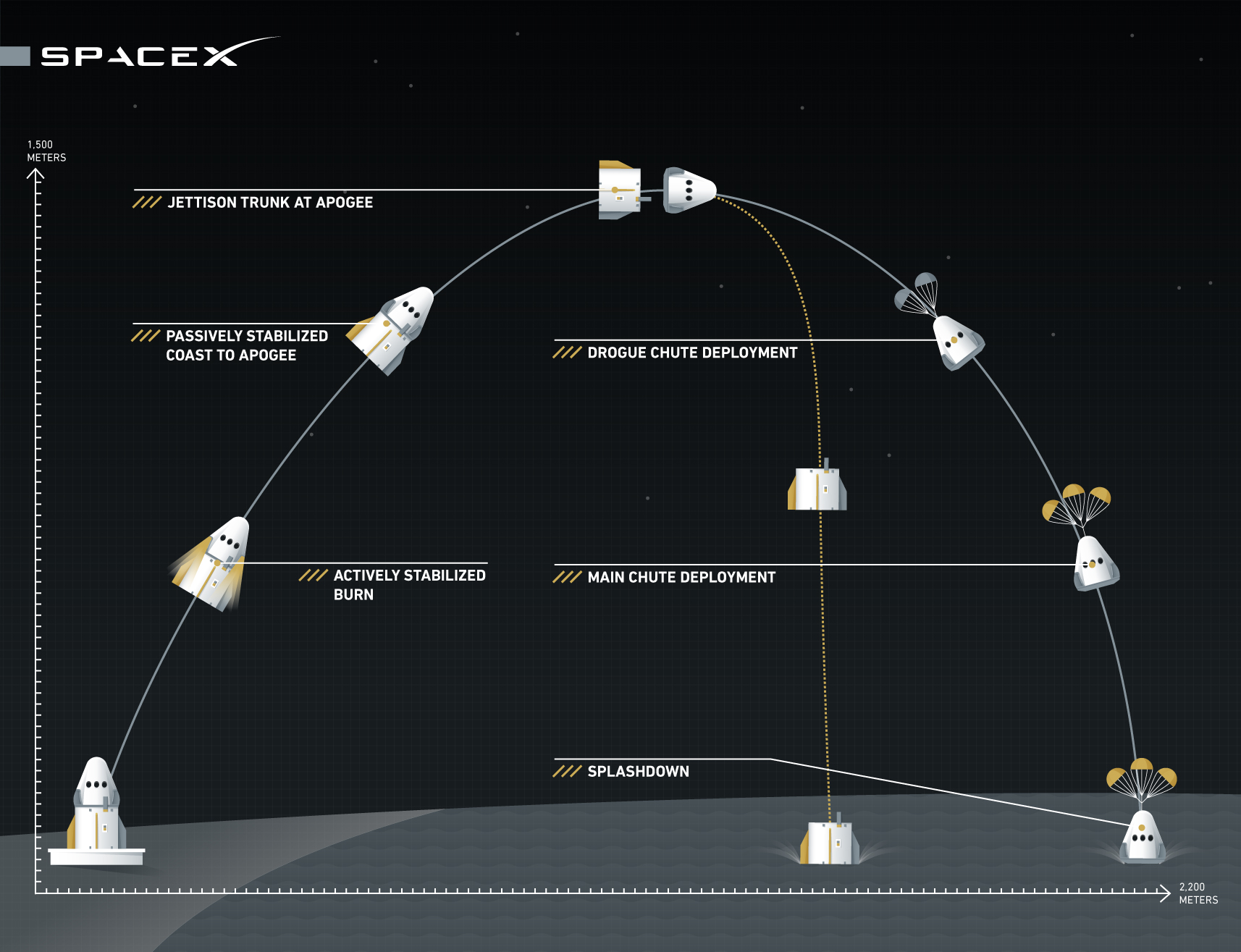
Схема полёта при испытании системы аварийного спасения
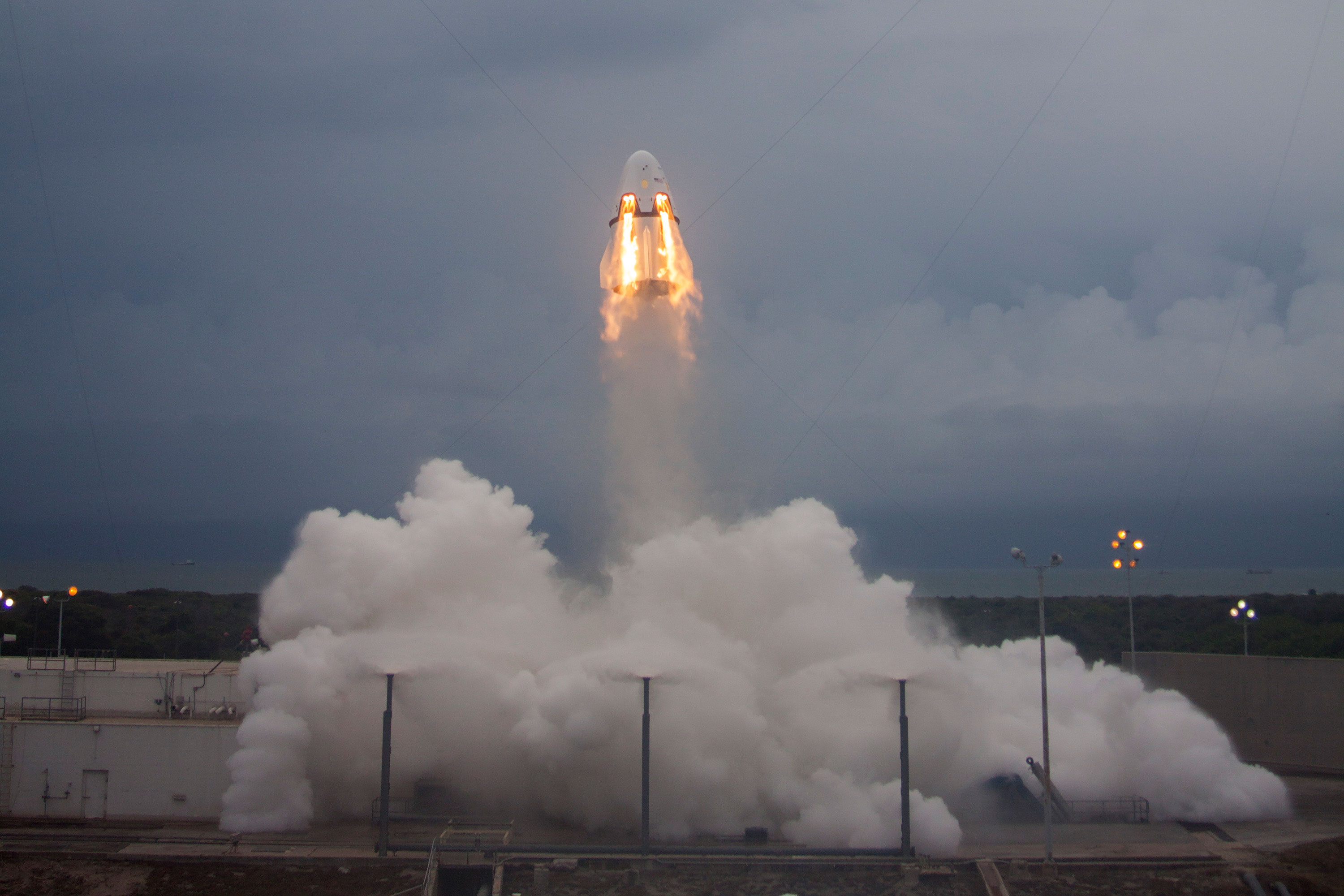
Взлёт корабля при испытании системы аварийного спасения

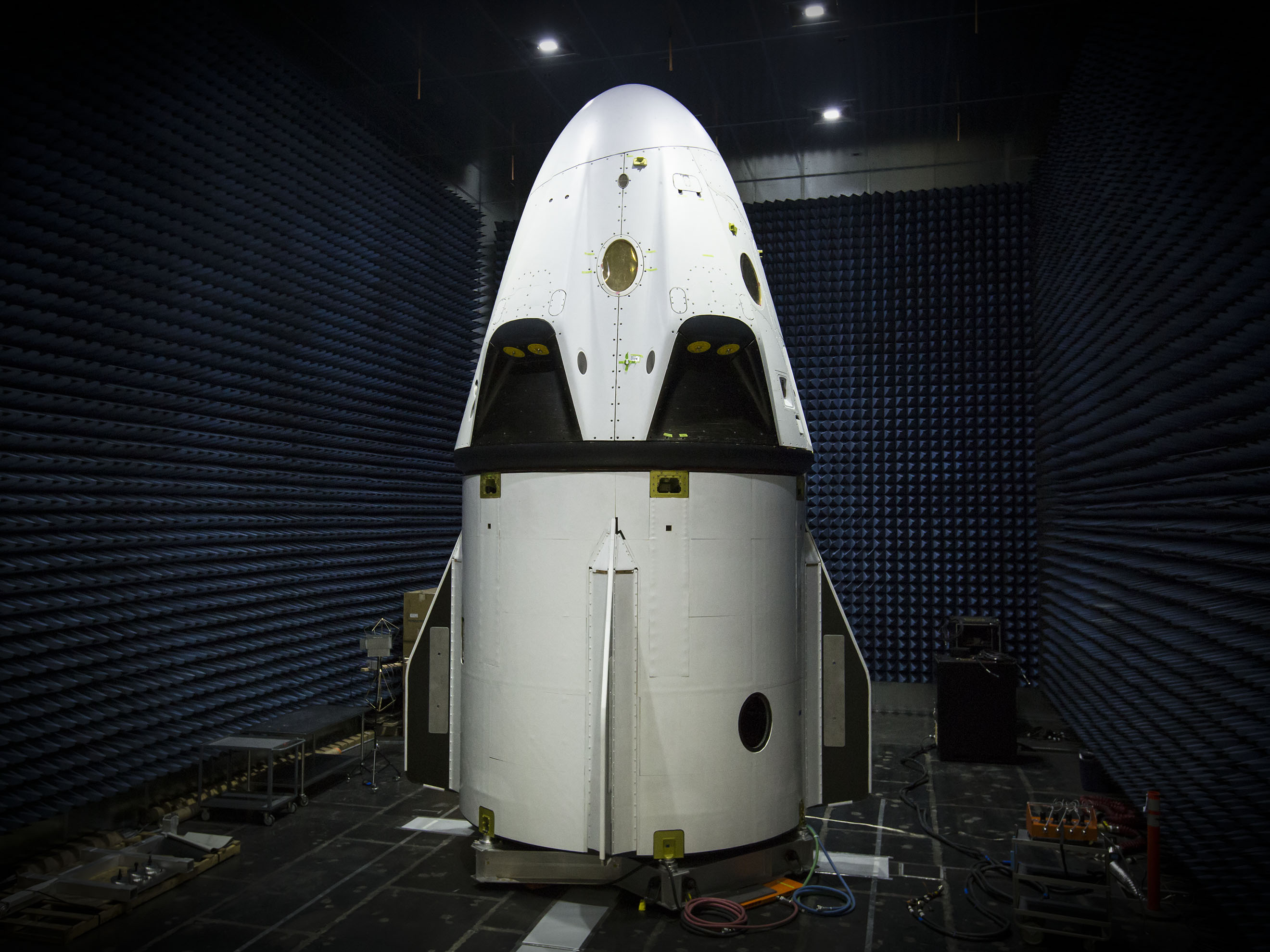
Dragon V2 для испытаний
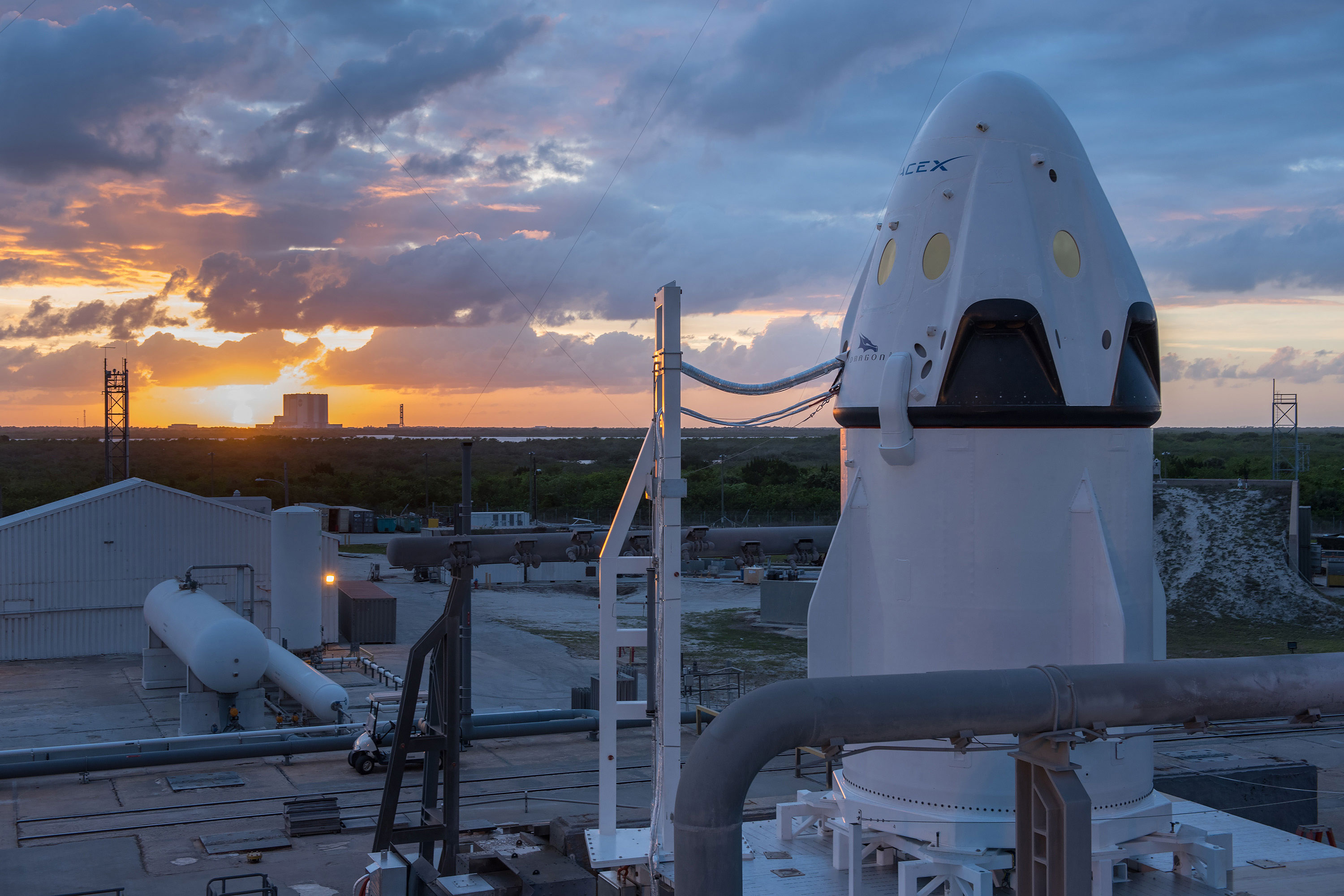
Подготовка к запуску
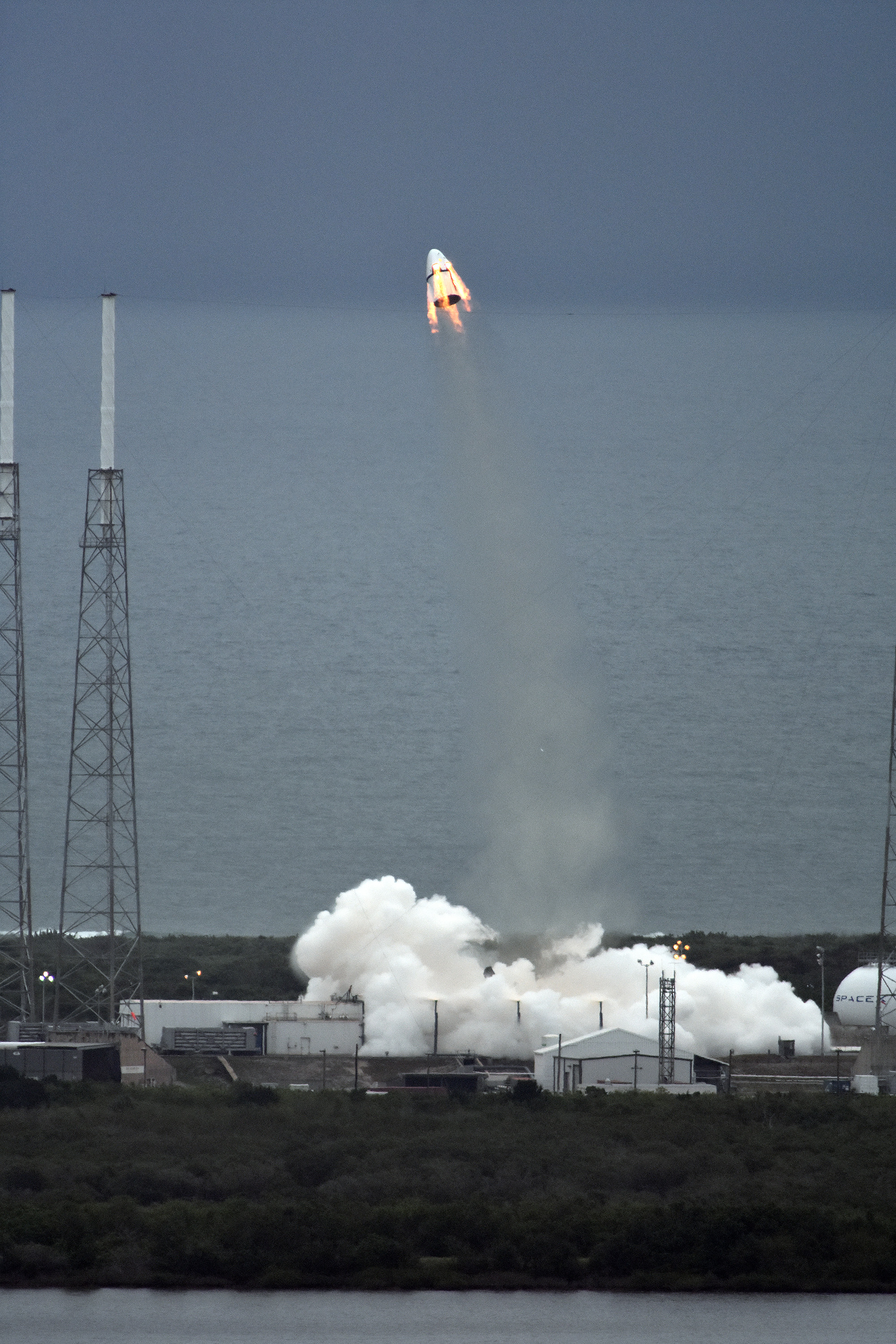
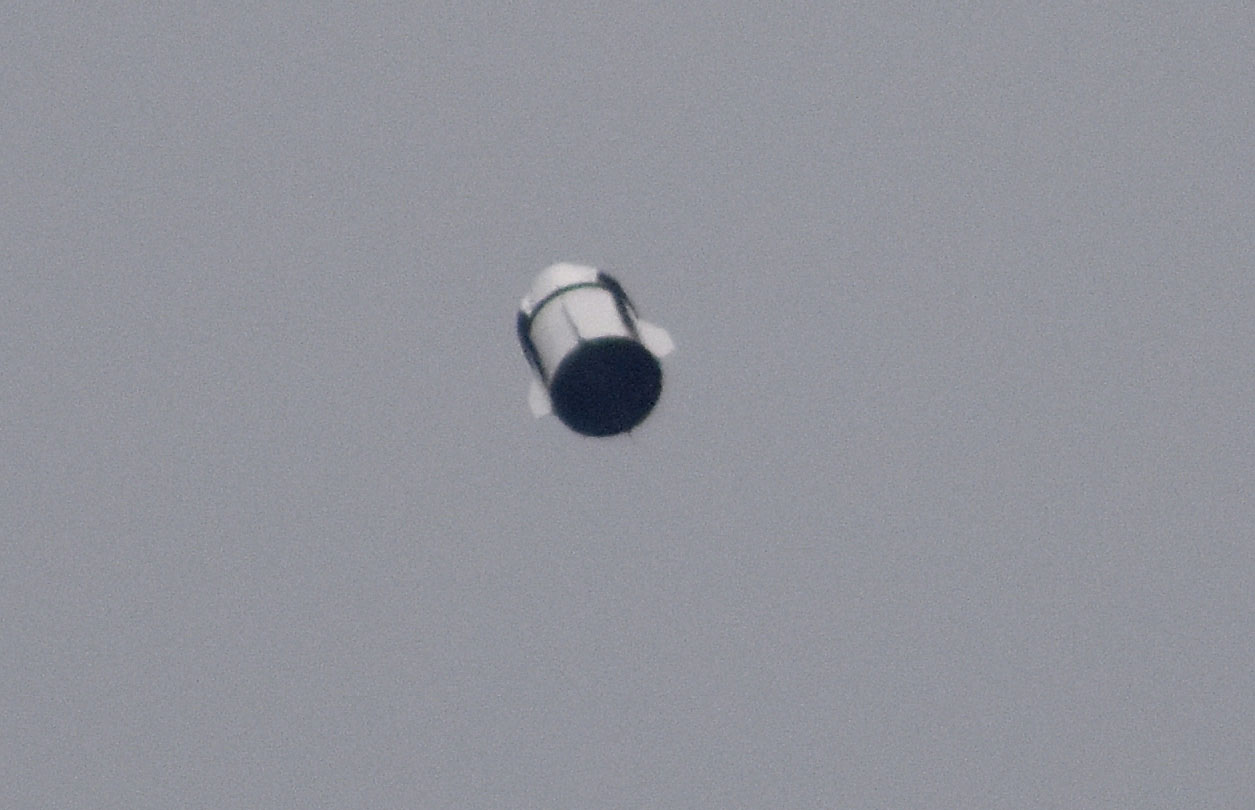
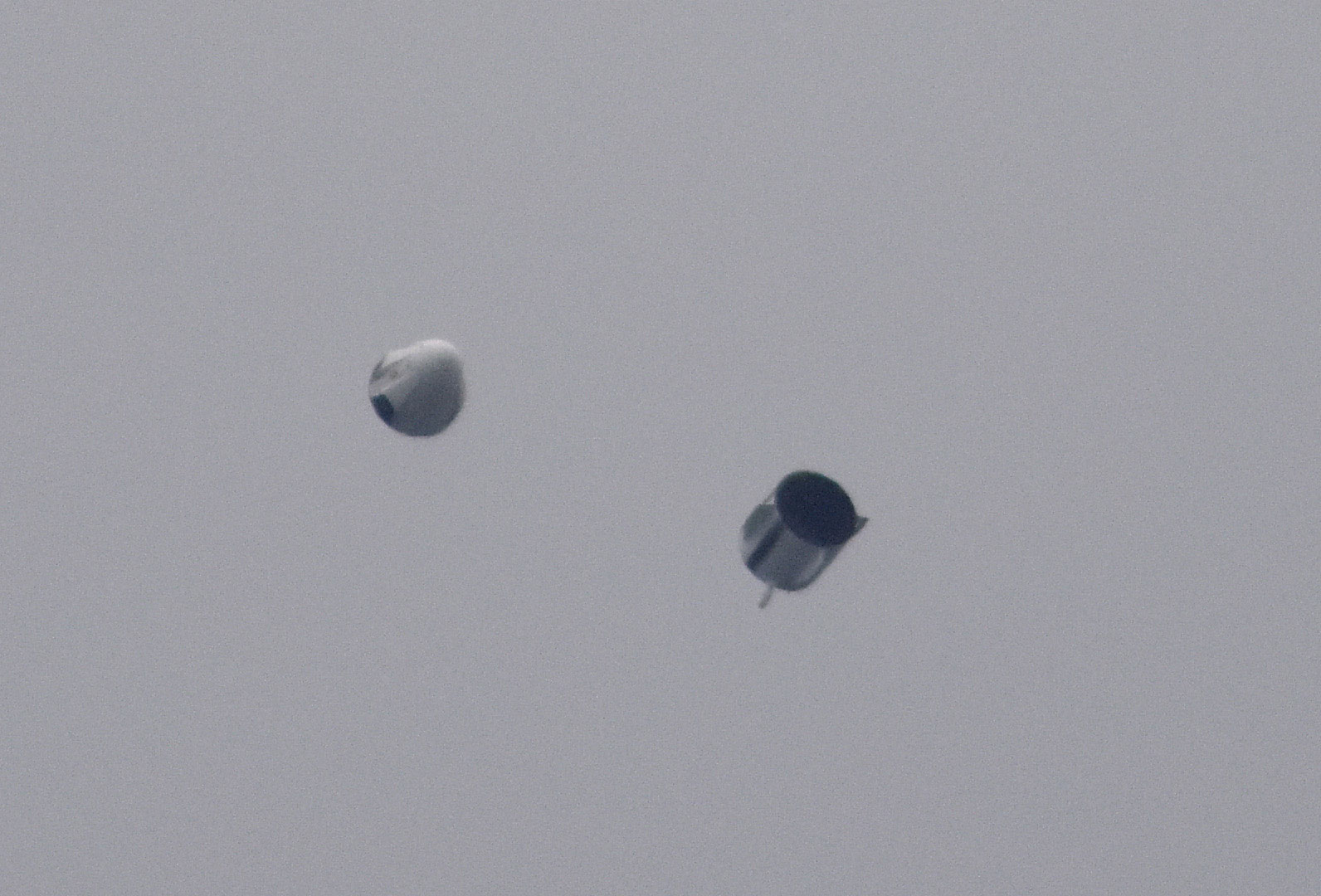
Отделение грузового отсека
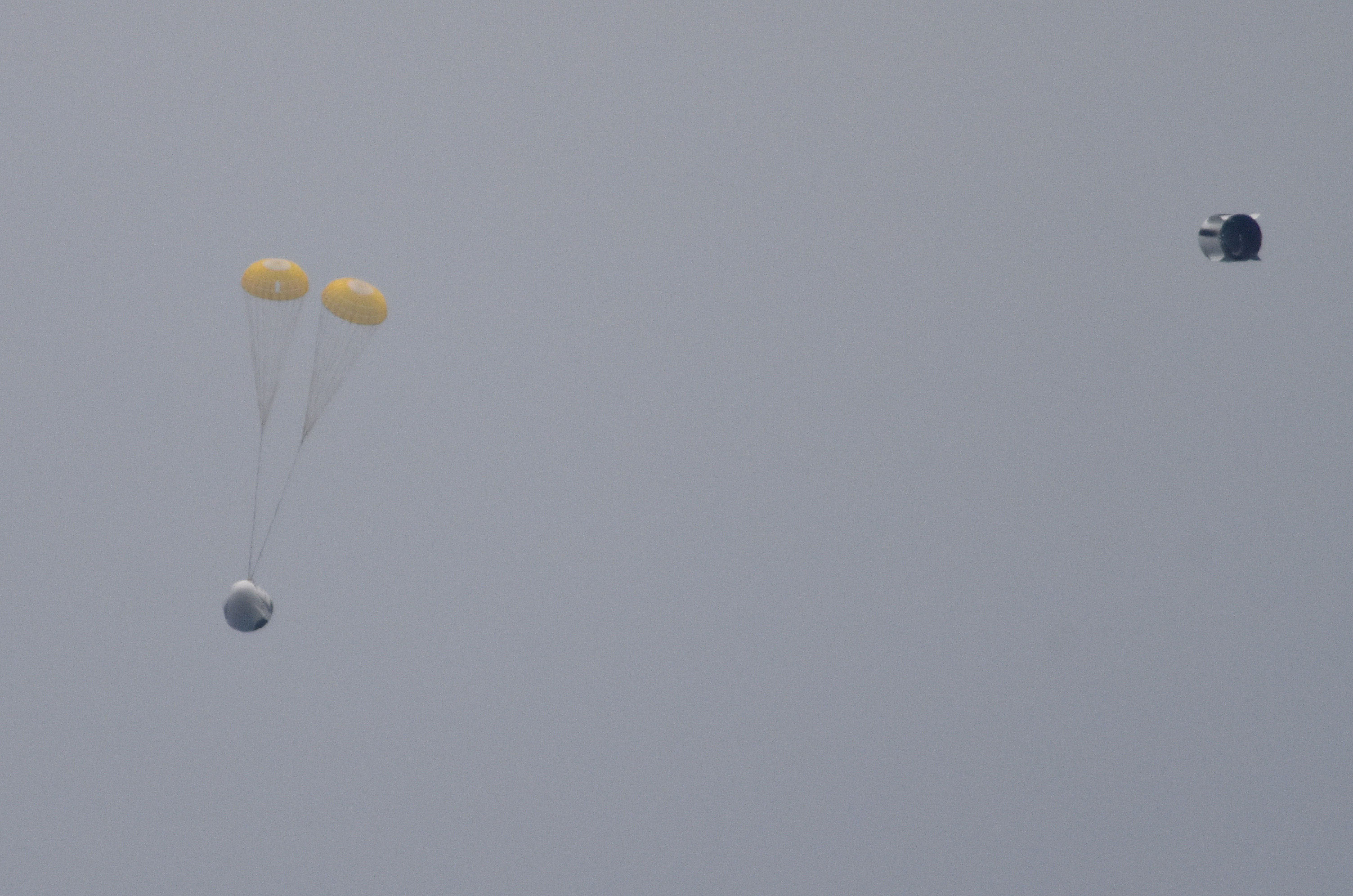
Тормозные парашюты
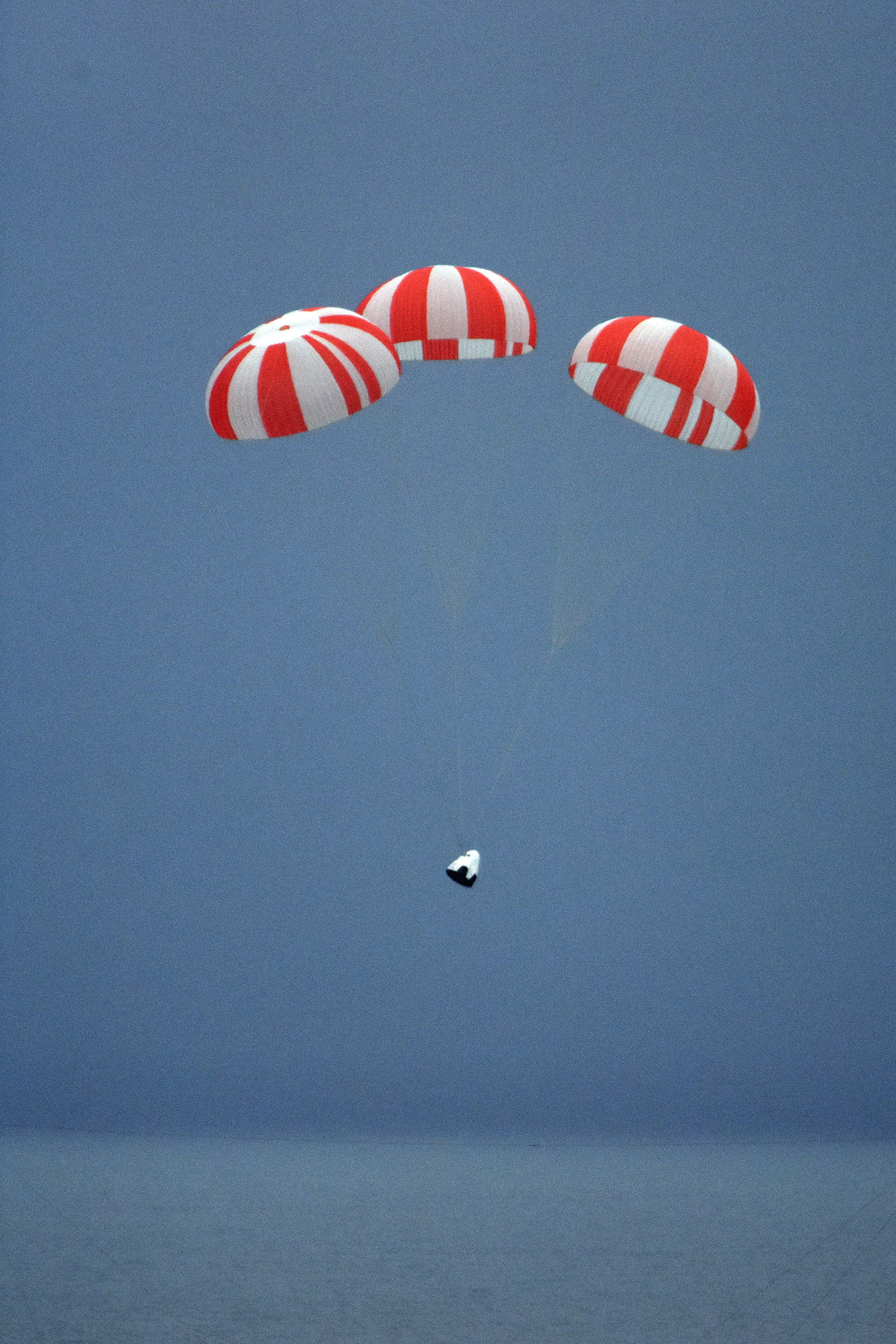
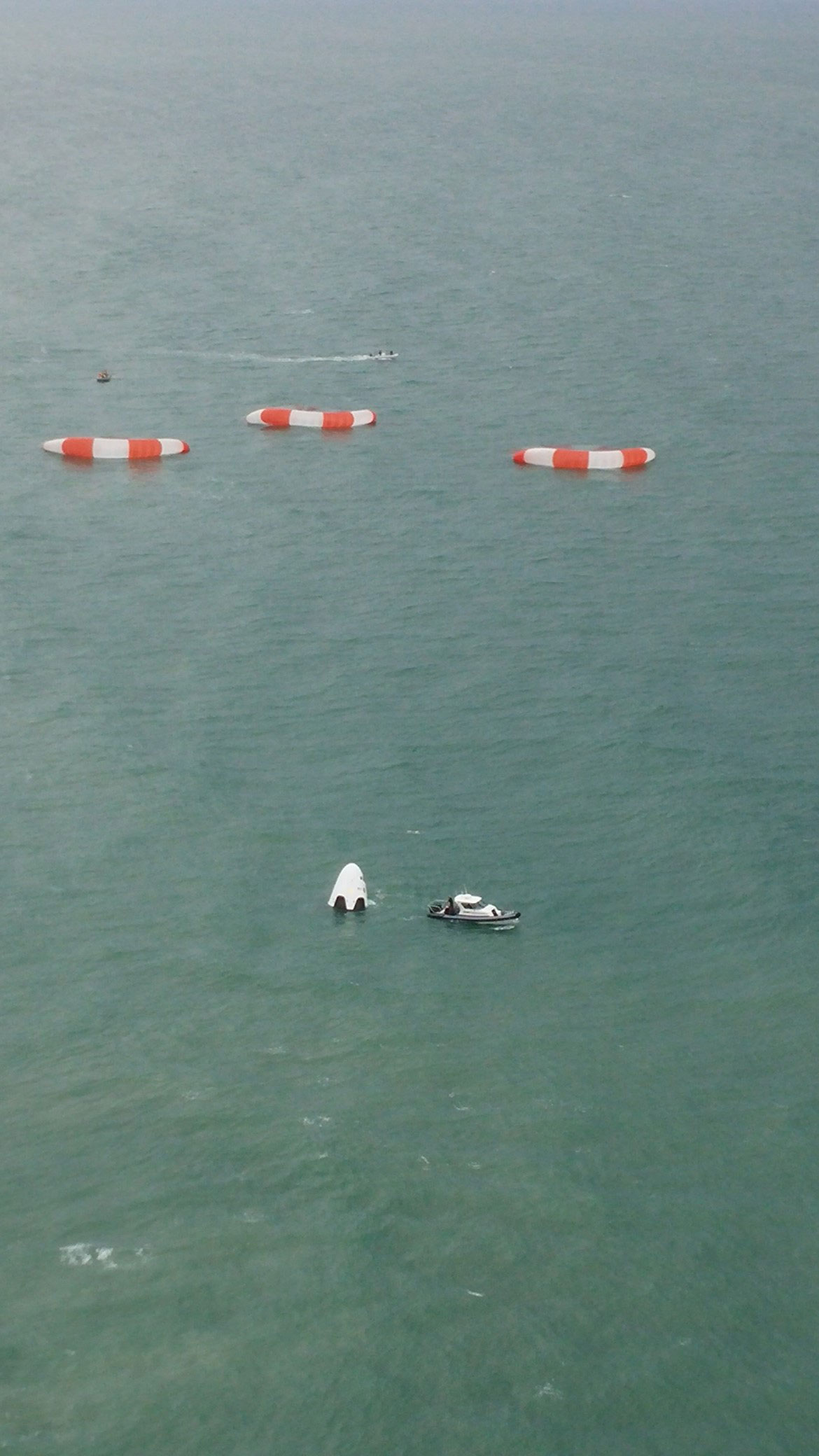

### Авария при наземных испытаниях
21 апреля 2019 года испытания двигателей завершились «аномалией» на испытательной капсуле корабля Crew Dragon. Испытания корабля, который готовился к атмосферным испытаниям САС после возвращения с МКС, предусматривали прожиг маневровых двигателей Draco и двигателей системы аварийного спасения SuperDraco. Испытания проводились на специальном стенде на территории Посадочной зоны 1 на мысе Канаверал. Первоначально были успешно испытаны 12 двигателей Draco, но затем, в начале процесса активации двигателей SuperDraco, произошёл взрыв, который привёл к уничтожению возвращаемого аппарата.
Расследование, проведённое компанией SpaceX при участии NASA, показало, что аномалия произошла за 100 миллисекунд до зажигания двигателей SuperDraco во время нагнетания давления в топливную систему. Предварительные данные свидетельствуют, что протечка позволила небольшому количеству жидкого окислителя, тетраоксида диазота, попасть в трубопровод, через который в топливную систему под высоким давлением подаётся газообразный гелий. При инициализации системы и нагнетании давления порция окислителя на высокой скорости прошла через обратный клапан гелия, что привело к поломке внутри клапана. Разрушения титанового структурного компонента в окружении тетраоксида азота под высоким давлением было достаточно для воспламенения клапана, которое привело к взрыву.
По обломкам, найденным на испытательной площадке, были установлены признаки горения внутри обратного клапана. Для выяснения конкретного сценария аномалии и определения воспламеняемости титанового структурного компонента клапана в окружении окислителя была проведена серия испытаний на испытательном полигоне компании в МакГрегоре, штат Техас.
Компанией был проведён ряд действий в рамках решения проблемы, в частности, устранение любых путей для попадания жидких компонентов топлива в систему нагнетания давления, путём замены обратных клапанов, которые позволяют движение среды в одном направлении, на мембранные предохранительные устройства, которые полностью изолированы до открытия под высоким давлением.
После аварии назначение кораблей Crew Dragon, находившихся на различных стадиях производства, было изменено. Корабль, который ранее планировался для испытательного полёта с двумя членами экипажа (SpaceX DM-2), будет использован для атмосферных испытаний системы аварийного спасения (In-Flight Abort). Корабль, который должен был выполнить первую эксплуатационную миссию по смене экипажа МКС, теперь назначен для пилотируемого испытательного полёта.
Испытание двигателя SuperDraco, которое не состоялось в апреле, было успешно выполнено 13 ноября 2019 года.

### Испытание системы аварийного спасения при моделировании отказа первой ступени ракеты-носителя Falcon 9
Испытание состоялось 19 января 2020 года. Испытуемый корабль Crew Dragon запущен на ракете-носителе Falcon 9 со стартового комплекса LC-39A в Космическом центре Кеннеди. Обе ступени были полностью заправлены и идентичны полётному оборудованию, за исключением двигателя второй ступени, который заменили массо-габаритным макетом. Приблизительно через 86 секунд после старта ракеты-носителя, при достижения ею заданной скорости около 1,8 Маха и в условиях максимального аэродинамического сопротивления, была запущена система аварийного спасения космического корабля. В течение 700 миллисекунд бортовой компьютер корабля последовательно дал команду на отключение двигателей первой ступени ракеты-носителя, начал нагнетать давление в топливную систему, отсоединил корабль от верхней ступени и запустил 8 двигателей SuperDraco, чтобы отдалиться на безопасную дистанцию от ракеты. Как и ожидалось, ракета-носитель разрушилась в воздухе под действием сильных аэродинамических нагрузок вскоре после этого. Двигатели корабля работали в течение 10 секунд, разогнав его до 2,3 Маха, после достижения апогея высотой около 40 км отсоединился грузовой отсек и капсула была переориентирована для выпуска парашютов коротким включением маневровых двигателей. Через 5 минут после запуска на высоте 5,8 км были выпущены 2 тормозных, а затем, на высоте 2 км — 4 основных парашюта. Корабль приводнился в Атлантический океан в 42 км от стартовой площадки спустя 9 минут после запуска.
После отделения от ракеты-носителя корабль разогнался с 536 до 675 м/с за 7 секунд, его максимальное ускорение составило 3,3 g. Ракета разрушилась через 11 секунд после запуска двигателей SuperDraco, на тот момент дистанция до корабля составляла около 1,5 км.
На испытуемом корабле отсутствовали панели внутренней обшивки кабины экипажа, экраны и система жизнеобеспечения. Для компенсации массы отсутствующего оборудования в нижней части капсулы был добавлен балласт. В двух сиденьях кабины размещались антропоморфные манекены.
Первоначально испытание на прерывание полёта планировался на конец 2015 года, но испытание было отложено в связи с желанием NASA и компании SpaceX испытать более актуальную версию корабля. Также было перенесено место испытания: со стартовой площадки SLC-4-East на базе Ванденберг на стартовую площадку LC-39A в Космическом центре Кеннеди, с которого и будут запускаться пилотируемые полёты к МКС. Таким образом, условия испытания были максимально приближены к условиям пилотируемого запуска.
Испытание планировали провести после первого орбитального беспилотного полёта (SpaceX DM-1) ориентировочно в июне 2019 года и для него планировался корабль C201, который вернулся после испытательного полёта. Но после аварии, произошедшей 20 апреля 2019 года во время стендовых испытаний системы аварийного спасения корабля и приведшей к полному уничтожению капсулы, сроки проведения испытания на прерывание полёта были перенесены и для испытания переоборудован корабль C205, ранее предназначавшийся для демонстрационного полёта с экипажем.

## Система управляемой посадки

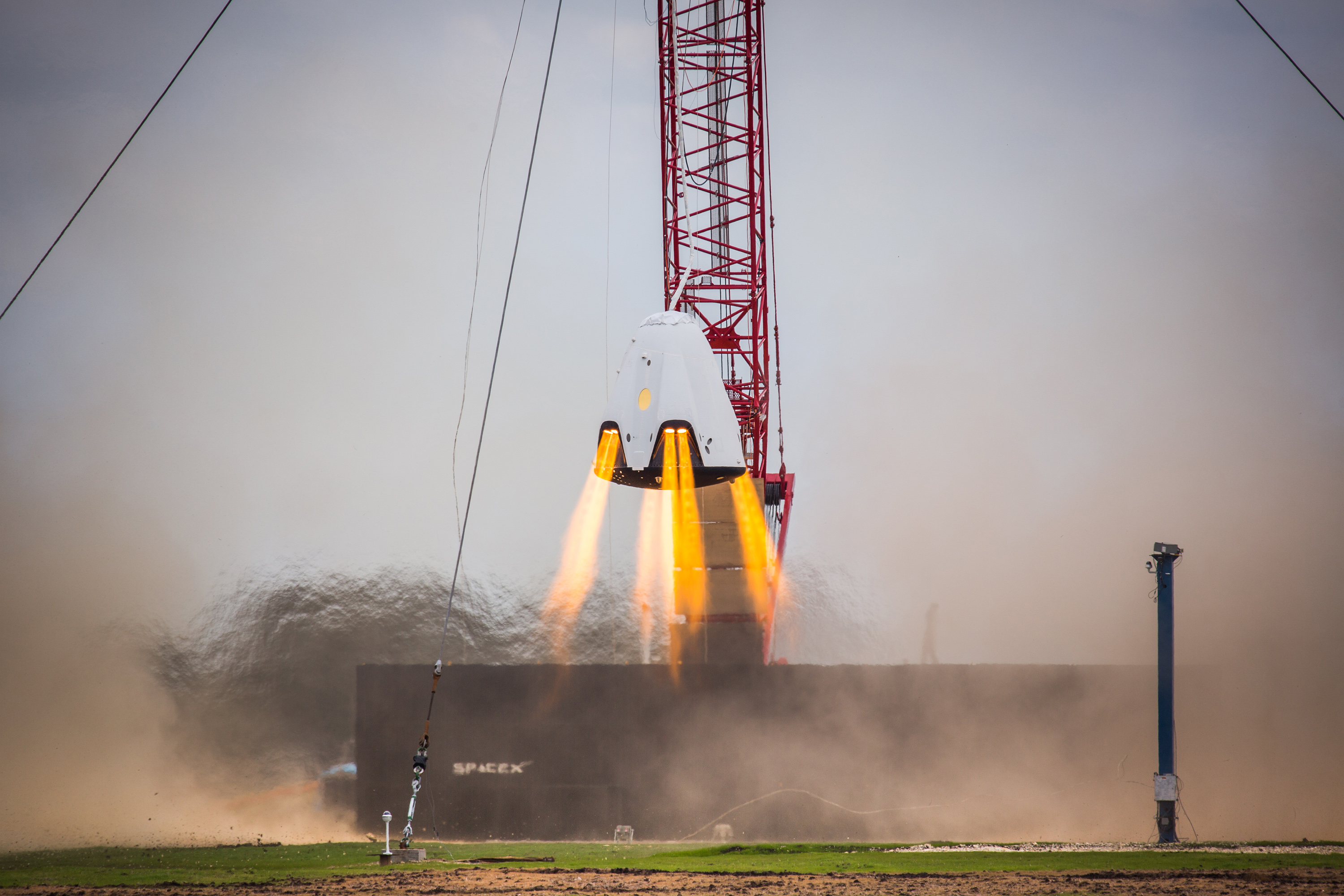
Испытание системы посадки

В мае 2014 года компания SpaceX анонсировала планируемую программу испытаний прототипа корабля (кодовое название DragonFly) с целью отработки процесса управляемого приземления с использованием двигателей SuperDraco. В Федеральное управление гражданской авиации США (FAA) был отправлен подробный план программы для получения соответствующих разрешений.
Испытания планировалось проводить на испытательном полигоне SpaceX в МакГрегоре. Программа была рассчитана на 2 года, до 30 проводимых испытаний ежегодно:
- Propulsive Assist — сбрасывание корабля вертолётом с высоты 3 км, раскрытие парашютов, посадка на двигателях (5 секунд работы двигателей) — 2 испытания;
- Full Propulsive Landing — сбрасывание корабля вертолётом с высоты 3 км, посадка только на двигателях (5 секунд работы двигателей) — 2 испытания;
- Propulsive Assist Hopping — взлёт с земли, раскрытие парашютов, посадка на двигателях (25 секунд работы двигателей) — 8 испытаний;
- Full Propulsive Hopping — взлёт с земли, зависание в воздухе, посадка только на двигателях (25 секунд работы двигателей) — 18 испытаний.

В октябре 2015 года испытательный образец корабля Dragon V2 был доставлен в МакГрегор. Этот же корабль использовался при испытания системы аварийного спасения (Pad Abort Test).
24 ноября 2015 года проведено испытание с 5-секундным зависанием корабля в воздухе, в рамках процесса сертификации системы посадки, проводимой NASA по программе Commercial Crew Program. Восемь двигателей SuperDraco работали с суммарной производимой тягой около 145 кН, 1/4 от максимальной тяги корабля.
Планировался переход с парашютной посадки на управляемую после её сертификации, но в июле 2017 года Илон Маск подтвердил, что компания отказалась от управляемой посадки корабля Dragon 2 с использованием двигателей SuperDraco, так как сертификация данной системы для пилотируемых полётов потребует огромных усилий. Другой причиной послужило то, что компания отменила миссию корабля Red Dragon, который должен был использовать эти же двигатели для посадки на Марсе.

## Список кораблей
| Серийный № | Название     | Тип          | Статус                | Полётов | Полётное время                                   | Заметки | Com. |
| ---------- | ------------ | ------------ | --------------------- | ------- | ------------------------------------------------ | --- | ---- |
| C201       | DragonFly    | Прототип     | Списан                | 1       | 100 секунд                                       | Прототип использовался для испытания посадочной площадки на мысе Канаверал и испытаний зависания на Испытательном комплексе МакГрегора.                                     |      |
| C202       | Модуль Qual  | Прототип     | Списан                | Н/Д     | Н/Д                                              | Модуль испытания корпуса под давлением, используемый для структурных испытаний.                                                                                             |      |
| C203       | Модуль ECLSS | Прототип     | Не летающий экземпляр | Н/Д     | Н/Д                                              | Модуль системы экологического контроля и жизнеобеспечения. Все ещё используется для испытания.                                                                              |      |
| C204       | нет          | Пассажирский | Уничтожен             | 1       | 6дн., 5час., 56мин.                              | Первый Dragon 2, побывавший в космосе. Совершил единственный полёт. Случайно разрушен во время наземных испытаний аварийных двигателей через несколько недель после полёта. |      |
| C205       | нет          | Пассажирский | Списан                | 1       | 8 минут, 54 секунд                               | Первоначально должен был использоваться для испытательных полётов, но вместо этого, из-за разрушения C204, выполнял другие испытания и впоследствии был списан.             |      |
| C206       | Endeavour    | Пассажирский | Активен               | 5       | 701 день, 21 час, 16 минут                       | Первый корабль, полетевший с экипажем. Назван в честь космического шаттла «Индевор». Пилотируемые миссии: DM-2, Crew-2, Ax-1, Crew-6, Crew-8. Готовится для Crew-11.        |      |
| C207       | Resilience   | Пассажирский | Активен               | 4       | 178 дней, 18 часов, 17 минуты                    | Первый серийный Dragon 2, использованный для доставки пассажиров. Пилотируемые миссии: Crew-1, Inspiration 4, Polaris Dawn, Fram2.                                          |      |
| C208       | нет          | Грузовой     | Активен               | 5       | 132 дня, 21 час, 41 минута                       | Первый грузовой Dragon 2 |      |
| C209       | нет          | Грузовой     | Активен               | 4       | 142 дня, 2 часа, 7 минут                         | Второй грузовой Dragon 2 |      |
| C210       | Endurance    | Пассажирский | Активен               | 4       | 532 дня, 14 часов, 59 минут (полёт продолжается) | Впервые использован в миссии SpaceX Crew-3, запущенной в ноябре 2021 года. Пилотируемые миссии: Crew-3, Crew-5, Crew-7, Crew-10 (полёт продолжается).                       |      |
| C211       | нет          | Грузовой     | Активен               | 2       | 88 дней, 7 часов, 4 минуты                       | Третий грузовой Dragon 2 |      |
| C212       | Freedom      | Пассажирский | Активен               | 4       | 372 дней 14 часов 48 минут                       | Впервые использован в миссии SpaceX Crew-4, запущенной в апреле 2022 года. Пилотируемые миссии: Crew-4, Ax-2, Ax-3, Crew-9.                                                 |      |
| C213       | Grace        | Пассажирский | Активен               | 1       |                                                  | В полете по программе Ax-4 |      |

## Список полётов

### Пилотируемая версия
| № | Корабль (полёт) | Название миссии | Дата, время (UTC), место | Дата, время (UTC), место               | Дата, время (UTC), место | Длительность миссии, суток | Экипаж | Экипаж | Логотип |
| --- | --- | --------------- | ------------------------ | -------------------------------------- | ------------------------ | -------------------------- | ------ | ------ | ------- |
| № | Корабль (полёт) | Название миссии | запуска                  | стыковки с МКС                         | приводнения              | Длительность миссии, суток | на МКС | с МКС  | Логотип |
| 1 | C204 (1) | SpaceX DM-1     | 2 марта 2019, 07:49      | 3 марта 2019, 10:51 Гармония (IDA-2)   | 8 марта 2019, 13:45      | 5                          | —      | —      |         |
| 1 | Первый испытательный полёт Crew Dragon к МКС (без экипажа). |                 |                          |                                        |                          |                            |        |        |         |
| 2 | C206 (1) Индевор | SpaceX DM-2     | 30 мая 2020, 19:22       | 31 мая 2020, 14:26 Гармония (IDA-2)    | 2 августа 2020, 18:48    | 63                         | 2      | 2      |         |
| 2 | Второй испытательный полёт Crew Dragon к МКС с астронавтами Бобом Бенкеном и Дагом Хёрли на борту. |                 |                          |                                        |                          |                            |        |        |         |
| 3 | C207 (1) Резилианс | SpaceX Crew-1   | 16 ноября 2020, 00:27    | 17 ноября 2020, 04:01 Гармония (IDA-2) | 2 мая 2021, 06:56        | 167                        | 4      | 4      |         |
| 3 | Первая эксплуатационная экспедиция на МКС корабля Crew Dragon с астронавтами NASA Майклом Хопкинсом, Виктором Гловером и Шеннон Уокер, а также астронавтом JAXA, японцем Соити Ногути. |                 |                          |                                        |                          |                            |        |        |         |
| 4 | C206 (2) Индевор | SpaceX Crew-2   | 23 апреля 2021, 09:49    | 24 апреля 2021, 09:08 Гармония (IDA-2) | 9 ноября 2021, 3:33      | 199                        | 4      | 4      |         |
| 4 | Вторая эксплуатационная экспедиция на МКС с астронавтами NASA Шейном Кимбро и Меган Макартур, астронавтом JAXA Акихико Хосидэ, а также астронавтом ЕКА Тома Песке. |                 |                          |                                        |                          |                            |        |        |         |
| 5 | C207 (2) Резилианс | Inspiration4    | 16 сентября 2021, 00:02  | не планировалась                       | 18 сентября 2021, 23:06  | ~3                         |        |        |         |
| 5 | Частная туристическая миссия, оплаченная и возглавленная американским предпринимателем Джаредом Айзекманом. Также, в состав экипажа вошли ещё три человека. Хейли Арсено, медицинская сестра детской больницы св. Иуды, заняла должность главного врача экспедиции. Двое других членов экипажа были определены в результате проведения открытых конкурсов. Ими стали Кристофер Семброски и Шан Проктор. Полёт продлился 2 дня 23 часа. Это первый пилотируемый космический полёт, в котором участвовали только гражданские лица. Экипаж благополучно завершил полёт посадкой в Атлантический океан, в районе Мыса Канаверал. |                 |                          |                                        |                          |                            |        |        |         |
| 6 | C210 (1) Эндьюранс | SpaceX Crew-3   | 11 ноября 2021, 02:03    | 12 ноября 2021, 01:32 Гармония (IDA-2) | 6 мая 2022, 04:43        | 175                        | 4      | 4      |         |
| 6 | Третья эксплуатационная экспедиция на МКС с астронавтами НАСА Раджой Чари, Томасом Маршбёрном, Кейлой Бэррон и астронавтом ЕКА Маттиасом Маурером. Для полёта использовалась новая капсула Crew Dragon, названная Endurance. |                 |                          |                                        |                          |                            |        |        |         |
| 7 | C206 (3) Индевор | Ax-1            | 8 апреля 2022, 15:17     | 9 апреля 2022, 12:32                   | 25 апреля 2022, 17:06    | 17                         | 4      | 4      |         |
| 7 | Коммерческий полёт на МКС в рамках договора с компанией Axiom Space для 4 человек продолжительностью до 10 дней, включая 8 дней пребывания на станции. В экипаж вошли бывший астронавт НАСА Майкл Лопес-Алегриа в качестве командира миссии и пилота корабля, американский предприниматель Ларри Коннор в качестве второго пилота, канадский предприниматель Марк Пати, а также израильский предприниматель Эйтан Стиббе. |                 |                          |                                        |                          |                            |        |        |         |
| 8 | C212 (1) Фридом | SpaceX Crew-4   | 27 апреля 2022, 7:52     | 27 апреля 2022, 23:37                  | 14 октября 2022, 20:55   | 170                        | 4      | 4      |         |
| 8 | Четвёртая эксплуатационная экспедиция на МКС с астронавтами НАСА Челлом Линдгреном, Робертом Хайнсом, Джессикой Уоткинс и астронавтом ЕКА Самантой Кристофоретти. Для полёта использовалась новая капсула Crew Dragon, названная Freedom. |                 |                          |                                        |                          |                            |        |        |         |
| 9 | C210 (2) Эндьюранс | SpaceX Crew-5   | 5 октября 2022, 16:00    | 6 октября 2022, 21:01                  | 12 марта 2023, 02:02     | 157                        | 4      | 4      |         |
| 9 | Пятая эксплуатационная экспедиция на МКС с астронавтами НАСА Николь Манн и Джошем Кассада, астронавтом JAXA Коити Ваката и россиянкой Анной Кикиной (Роскосмос). |                 |                          |                                        |                          |                            |        |        |         |
| 10 | C206 (4) Индевор | SpaceX Crew-6   | 2 марта 2023, 05:34.     | 3 марта 2023, 06:40                    | 4 сентября 2023, 04:17   | 185                        | 4      | 4      |         |
| 10 | Шестая эксплуатационная экспедиция на МКС с астронавтами НАСА Стивеном Боуэном, Вуди Хобургом, астронавтом MBRSC Султаном Аль-Нейади и космонавтом Роскосмоса Андреем Федяевым. |                 |                          |                                        |                          |                            |        |        |         |
| 11 | C212 (2) Фридом | Ax-2            | 21 мая 2023, 21:37       | 22 мая 2023, 13:12                     | 31 мая 2023              | 9                          | 4      | 4      |         |
| 11 | Второй коммерческий полёт на МКС по договору с компанией Axiom Space для 4 человек продолжительностью до 10 дней, включая 8 дней пребывания на станции. В экипаж вошли бывший астронавт НАСА Пегги Уитсон в качестве командира экипажа и американский предприниматель Джон Шоффнер в качестве пилота. 12 февраля 2023 года Саудовская Аравия обнародовала имена двух астронавтов этой миссии, ими стали женщина-астронавт Райяна Барнави и мужчина-астронавт Али Аль-Карни. |                 |                          |                                        |                          |                            |        |        |         |
| 12 | C210 (3) Эндьюранс | SpaceX Crew-7   | 26 августа 2023, 07:27   | 27 августа 2023, 13:16                 | 12 марта 2024, 09:47     | 199                        | 4      | 4      |         |
| 12 | Седьмая эксплуатационная экспедиция и первая дополнительная миссия на МКС с астронавтами Жасмин Могбели (НАСА), Андреасом Могенсеном (ЕКА), Сатоси Фурукава (JAXA) и космонавтом Константином Борисовым (Роскосмос). |                 |                          |                                        |                          |                            |        |        |         |
| 13 | C212 (3) Фридом | SpaceX AX-3     | 18 января 2024, 21:49    | 20 января 2024                         | 9 февраля 2024           | 21                         | 4      | 4      |         |
| 13 | Третий коммерческий полёт на МКС по договору с компанией Axiom Space. Командиром экипажа назначен сотрудник Axiom и бывший астронавт НАСА Майкл Лопес-Алегриа. Пилотом выступил итальянец Вальтер Вилладеи. Также, в экипаж вошли астронавт ТКА Альпер Гезеравджи и астронавт SNSA Маркус Вандт. |                 |                          |                                        |                          |                            |        |        |         |
| 14 | C206 (5) Индевор | SpaceX Crew-8   | 4 марта 2024, 03:53      | 5 марта 2024, 07:28                    | 25 октября 2024, 07:29   | 234                        | 4      | 4      |         |
| 14 | Восьмая экспедиция на МКС для смены экипажа станции. В экипаж корабля назначены астронавты НАСА Мэттью Доминик (в должности командира экипажа), Майкл Барратт (пилот), Джанетт Эппс и космонавт Роскосмоса Александр Гребёнкин. |                 |                          |                                        |                          |                            |        |        |         |
| 15 | C207 (3) Резилианс | Polaris Dawn    | 10 сентября 2024, 09:23  | не планировалась                       | 15 сентября 2024         | ~5                         |        |        |         |
| 15 | Частная туристическая миссия, оплаченная и возглавленная американским предпринимателем Джаредом Айзекманом. Состав экипажа: Джаред Айзекман, Скотт Потит, Сара Гиллис и Анна Менон. |                 |                          |                                        |                          |                            |        |        |         |
| 16 | C212 (4) Фридом | SpaceX Crew-9   | 28 сентября 2024, 17:17  | 28 сентября 2024, 17:17                | 18 марта 2025, 21:57     | 171                        | 2      | 4      |         |
| 16 | Девятая экспедиция на МКС для смены экипажа станции. Первоначально в экипаж экспедиции вошли астронавты НАСА Зена Кардман, Ник Хейг, Стефани Уилсон и космонавт Роскосмоса Александр Горбунов. В дальнейшем экипаж был сокращен до двух человек (Ника Хейга и Александра Горбунова) из-за проблем с CST-100 Starliner. |                 |                          |                                        |                          |                            |        |        |         |
| 17 | C210 (4) Эндьюранс | SpaceX Crew-10  | 14 марта 2025, 23:03     | 16 марта 2025, 04:04                   | 9 августа 2025           | ~153                       | 4      | 4      |         |
| 17 | Десятая эксплуатационная экспедиция на МКС с астронавтами НАСА. В мае 2022 года НАСА заключило договор со SpaceX ещё на пять коммерческих полётов экипажа, начиная с экипажа-10. В экипаж миссии вошли астронавты НАСА Энн Макклейн, Николь Айерс, астронавт JAXA Такуя Ониси, и космонавт Роскосмоса Кирилл Песков. |                 |                          |                                        |                          |                            |        |        |         |
| 18 | C207 (4) Резилианс | Fram2           | 1 апреля 2025, 01:46     | не планируется                         | 4 апреля 2025, 16:19     | ~3,5                       |        |        |         |
| 18 | Частный космический полёт на низкую околоземную полярную орбиту. Запуск осуществлен для наилучших условий наблюдения Антарктики. Полёт оплачен и возглавлен криптовалютным предпринимателем Ван Чунем. В экипаж также вошли Яннике Миккельсен, Эрик Филипс и Рабеа Рогге. |                 |                          |                                        |                          |                            |        |        |         |
| 19 | C213 (1) Грация | SpaceX AX-4     | 25 июня 2025, 06:31      |                                        | 15 июля 2025             | 20                         | 4      | 4      |         |
| 19 | Четвёртый коммерческий полёт на МКС по договору с компанией Axiom Space. В миссии приняли участие: астронавт НАСА Пегги Уитсон, астронавт ISRO Шубханшу Шукла, астронавт HSO Тибор Капу и астронавт POLSA Славош Узнаньски. |                 |                          |                                        |                          |                            |        |        |         |
| 20 | C206 (6) Индевор | SpaceX Crew-11  | 1 августа 2025           | 2 августа 2025                         |                          | ~13                        | 4      | 4      |         |
| 20 | Одиннадцатая эксплуатационная экспедиция на МКС с астронавтами НАСА. В экипаж миссии вошли астронавты НАСА Зена Кардман, Майкл Финк, астронавт JAXA Кимия Юи и космонавт Роскосмоса Олег Платонов. |                 |                          |                                        |                          |                            |        |        |         |
| Планируемые полёты | |                 |                          |                                        |                          |                            |        |        |         |
| | | SpaceX Crew-12  | весна 2026               |                                        |                          |                            | 4      | 4      |         |
| Двенадцатая эксплуатационная экспедиция на МКС с астронавтами НАСА. Согласно российско-американской программе перекрестных полетов на МКС в миссии примут участие двое астронавтов США, Софи Адено (Франция) и российский космонавт Олег Артемьев. | |                 |                          |                                        |                          |                            |        |        |         |
| | | Vast-1          | июнь 2026                |                                        |                          |                            | 4      | 4      |         |
| Запланированный частный космический полёт к космической станции Haven-1, запуск которой планируется осуществить не ранее августа 2025 года американской аэрокосмической компанией Vast. Предполагаемая длительность миссии около 30 суток.         | |                 |                          |                                        |                          |                            |        |        |         |
| | | SpaceX Crew-13  |                          |                                        |                          |                            | 4      | 4      |         |
| Тринадцатая эксплуатационная экспедиция на МКС с астронавтами НАСА. | |                 |                          |                                        |                          |                            |        |        |         |
| | | SpaceX Crew-14  |                          |                                        |                          |                            | 4      | 4      |         |
| Четырнадцатая эксплуатационная экспедиция на МКС с астронавтами НАСА. | |                 |                          |                                        |                          |                            |        |        |         |

### Грузовая версия
| №                            | Корабль (полёт) | Название миссии | Дата, время (UTC), место     | Дата, время (UTC), место                | Дата, время (UTC), место | Длительность миссии, суток | Полезная нагрузка, кг | Полезная нагрузка, кг | Логотип             |
| ---------------------------- | --- | --------------- | ---------------------------- | --------------------------------------- | ------------------------ | -------------------------- | --------------------- | --------------------- | ------------------- |
| №                            | Корабль (полёт) | Название миссии | запуска                      | стыковки с МКС                          | приводнения              | Длительность миссии, суток | на МКС                | с МКС                 | Логотип             |
| 1                            | C208 (1) | SpaceX CRS-21   | 6 декабря 2020, 16:17        | 7 декабря 2020, 18:40 Гармония (IDA-3)  | 14 января 2021, 01:27    | 38                         | (1882)+1090           | 2358                  |                     |
| 1                            | Первая миссия в рамках второй фазы договора Commercial Resupply Services по снабжению Международной космической станции. |                 |                              |                                         |                          |                            |                       |                       |                     |
| 2                            | C209 (1) | SpaceX CRS-22   | 3 июня 2021, 17:29           | 5 июня 2021, 09:05 Гармония (IDA-3)     | 10 июля 2021, 03:29      | 36                         | (1948)+1380           | 2267                  |                     |
| 2                            | Вторая миссия в рамках второй фазы договораа Commercial Resupply Services по снабжению Международной космической станции. На МКС доставлена первая пара новых солнечных батарей iROSA. Возвращение корабля после отстыковки от МКС до приводнения в Атлантическом океане длилось 37 часов. |                 |                              |                                         |                          |                            |                       |                       |                     |
| 3                            | C208 (2) | SpaceX CRS-23   | 29 августа 2021, 7:14        | 30 августа 2021, 14:30 Гармония (IDA-2) | 1 октября 2021, 02:59    | 32                         | 2207                  |                       |                     |
| 3                            | |                 |                              |                                         |                          |                            |                       |                       |                     |
| 4                            | C209 (2) | SpaceX CRS-24   | 21 декабря 2021, 10:06       | 22 декабря 2021, 8:41                   | 24 января 2022, 21:05    | 33                         | (2081)+908            |                       | SpaceX CRS-24 Patch |
| 4                            | |                 |                              |                                         |                          |                            |                       |                       | SpaceX CRS-24 Patch |
| 5                            | C208 (3) | SpaceX CRS-25   | 15 июля 2022, 00:44          | 16 июля 2022, 15:21                     | 19 августа 2022, 15:05   | 33                         | (2124)+544            |                       |                     |
| 5                            | |                 |                              |                                         |                          |                            |                       |                       |                     |
| 6                            | C211 (1) | SpaceX CRS-26   | 26 ноября 2022, 19:20        | 27 ноября 2022, 12:39                   | 11 января 2023, 10:19    | 46                         | (2332) + 1196         | 1990                  |                     |
| 6                            | На МКС доставлена вторая пара новых солнечных батарей iROSA |                 |                              |                                         |                          |                            |                       |                       |                     |
| 7                            | C209 (3) | SpaceX CRS-27   | 15 марта 2023, 00:30         | 16 марта 2023, 11:31                    | 15 апреля 2023, 20:58    | 30                         | (2322)+530            |                       |                     |
| 7                            | |                 |                              |                                         |                          |                            |                       |                       |                     |
| 8                            | C208 (4) | SpaceX CRS-28   | 5 июня 2023, 15:47           | 6 июня 2023, 16:50                      | 30 июня 2023, 14:30      | 24                         | (1964)+1340           |                       |                     |
| 8                            | На МКС доставлена третья пара новых солнечных батарей iROSA |                 |                              |                                         |                          |                            |                       |                       |                     |
| 9                            | C211 (2) | SpaceX CRS-29   | 10 ноября 2023, 01:28        | 11 ноября 2023, 10:20                   | 22 декабря 2023          | 42                         | (2381)+569            |                       |                     |
| 9                            | |                 |                              |                                         |                          |                            |                       |                       |                     |
| 10                           | C209 (4) | SpaceX CRS-30   | 21 марта 2024, 20:55 SLC-40  | 23 марта 2024, 11:19 Гармония           | 30 апреля 2024, 05:39    | 39                         | (2210)+631            |                       |                     |
| 10                           | |                 |                              |                                         |                          |                            |                       |                       |                     |
| 11                           | C208 (5) | SpaceX CRS-31   | 5 ноября 2024, 2:29          | 5 ноября 2024, 14:52 Гармония           | 17 декабря 2024, 18:39   | 42                         | (2435)+327            |                       |                     |
| 11                           | |                 |                              |                                         |                          |                            |                       |                       |                     |
| 12                           | C209 (5) | SpaceX CRS-32   | 21 апреля 2025, 8:15 SLC-39A | 22 апреля 2025, 12:40 Гармония          | май 2025                 |                            | (2168)+750            |                       | 80px                |
| 12                           | |                 |                              |                                         |                          |                            |                       |                       | 80px                |
|                              | |                 |                              |                                         |                          |                            |                       |                       |                     |
| Планируемые полёты           | |                 |                              |                                         |                          |                            |                       |                       |                     |
|                              | | SpaceX CRS-33   | август 2025                  |                                         |                          |                            |                       |                       |                     |
|                              | |                 |                              |                                         |                          |                            |                       |                       |                     |
|                              | | SpaceX CRS-34   | 2025                         |                                         |                          |                            |                       |                       |                     |
|                              | |                 |                              |                                         |                          |                            |                       |                       |                     |
|                              | | SpaceX CRS-35   | 2025                         |                                         |                          |                            |                       |                       |                     |
| Дополнительные миссии к МКС. | |                 |                              |                                         |                          |                            |                       |                       |                     |

## Сравнение с аналогичными проектами
| Сравнение характеристик некоторых пилотируемых космических кораблей | Сравнение характеристик некоторых пилотируемых космических кораблей                             | Сравнение характеристик некоторых пилотируемых космических кораблей | Сравнение характеристик некоторых пилотируемых космических кораблей                                     | Сравнение характеристик некоторых пилотируемых космических кораблей | Сравнение характеристик некоторых пилотируемых космических кораблей | Сравнение характеристик некоторых пилотируемых космических кораблей | Сравнение характеристик некоторых пилотируемых космических кораблей |
| Название                                                            | Орёл                                                                                            | Орион                                                               | Crew Dragon                                                                                             | CST-100 Starliner                                                   | Мэнчжоу                                                             | Гаганьян                                                            | Starship                                                            |
| ------------------------------------------------------------------- | ----------------------------------------------------------------------------------------------- | ------------------------------------------------------------------- | --- | ------------------------------------------------------------------- | ------------------------------------------------------------------- | ------------------------------------------------------------------- | ------------------------------------------------------------------- |
| Разработчик                                                         | РКК «Энергия»                                                                                   | Lockheed Martin                                                     | SpaceX                                                                                                  | Boeing                                                              | CAST                                                                | ISRO                                                                | SpaceX                                                              |
| Внешний вид                                                         |                                                                                                 |                                                                     | SpaceX Dragon v2 (Crew) artist depiction (16787988882)                                                  |                                                                     |                                                                     |                                                                     |                                                                     |
| Назначение                                                          | - к ОС на НОО (МКС, НОКС) - грузовая модификация к ОС на НОО - к Луне, - к астероидам - к Марсу | - к Луне, Gateway - к Марсу - к МКС - к астероиду                   | - к ОС на НОО (МКС) - грузовая модификация к ОС на НОО - автономно на НОО - к Луне (без посадки) (2018) | - к ОС на НОО (МКС)                                                 | - к ОС на НОО - грузовая модификация к ОС на НОО - к Луне           | НОО                                                                 | - к ОС на НОО - к Луне, Gateway - к Марсу                           |
| При полёте на НОО                                                   |                                                                                                 |                                                                     | |                                                                     |                                                                     |                                                                     |                                                                     |
| Год первого орбитального беспилотного запуска                       | 2028 (Ангара-А5)                                                                                | 2014 (Delta IV Heavy)                                               | 2019 (Falcon 9)                                                                                         | 2019 (Атлас-5)                                                      | 2020 (LM-5B)                                                        | 2024 (LVM-3)                                                        | 2024                                                                |
| Год первого пилотируемого полёта                                    | 2029 (Ангара-А5М(П))                                                                            | —                                                                   | 2020 | 2024                                                                |                                                                     | 2026                                                                |                                                                     |
| Экипаж, чел.                                                        | 4                                                                                               | —                                                                   | 4 | по контракту с НАСА — 4, максимальная — 7                           | до 6—7                                                              | 3                                                                   | до 100                                                              |
| Стартовая масса, т                                                  | 14,4                                                                                            | —                                                                   | 12 | 14                                                                  | 21,6                                                                |                                                                     | 1320 (4800 включая первую ступень)                                  |
| Масса полезного груза в пилотируемом полёте, т                      | 0,5                                                                                             | —                                                                   | | 0,1                                                                 |                                                                     |                                                                     |                                                                     |
| Масса полезного груза грузовой версии, т                            | 2                                                                                               | —                                                                   | 6 | 0,27                                                                |                                                                     |                                                                     | от 100 до 150 (запуск с возвращением) до 250 (расходуемый запуск)   |
| Продолжительность полёта в составе станции                          | До 365 дней (НОО)                                                                               | —                                                                   | До 720 дней                                                                                             | До 210 дней                                                         |                                                                     |                                                                     |                                                                     |
| Продолжительность автономного полёта                                | До 30 дней                                                                                      |                                                                     | До 1 недели                                                                                             | До 60 часов                                                         |                                                                     | 7                                                                   |                                                                     |
| Ракета-носитель                                                     | - Иртыш (Союз-5) - Ангара-А5М(П) - Ангара-А5B                                                   | - Delta IV Heavy                                                    | - Falcon 9                                                                                              | - Атлас-5 - Vulcan                                                  | LM-5B или LM-7                                                      | LVM-3                                                               | Starship                                                            |
| При полёте к Луне                                                   |                                                                                                 |                                                                     | |                                                                     |                                                                     |                                                                     |                                                                     |
| Год первого орбитального беспилотного запуска                       | 2030 (Енисей)                                                                                   | 2022 (SLS)                                                          | — | —                                                                   |                                                                     | —                                                                   | 2025                                                                |
| Год первого пилотируемого полёта                                    | 2031 (Енисей)                                                                                   | 2025 (SLS)                                                          | 2018 | —                                                                   | 2028                                                                | —                                                                   | 2026                                                                |
| Экипаж, чел                                                         | 4                                                                                               | 4                                                                   | 2 | —                                                                   | 3—4                                                                 | —                                                                   | до 100                                                              |
| Стартовая масса, т                                                  | 20,0                                                                                            | 26                                                                  | |                                                                     |                                                                     |                                                                     | 1320 (4800 включая первую ступень)                                  |
| Масса полезного груза в пилотируемом полёте, т                      | 0,1                                                                                             | 0,38                                                                | |                                                                     |                                                                     |                                                                     |                                                                     |
| Продолжительность полёта в составе станции                          | До 180 дней                                                                                     |                                                                     | |                                                                     |                                                                     |                                                                     |                                                                     |
| Продолжительность автономного полёта                                | До 30 дней                                                                                      | До 21 дня                                                           | |                                                                     |                                                                     |                                                                     |                                                                     |
| Ракета-носитель                                                     | - Енисей - Ангара-А5B                                                                           | SLS                                                                 | Falcon Heavy                                                                                            |                                                                     | LM-10                                                               |                                                                     | Starship                                                            |